# För den som älskar - en samling
För den som älskar - en samling är ett samlingsalbum av Shirley Clamp, släppt 25 mars 2009.

## Låtlista
1. "För den som älskar"
2. "Med hjärtat fyllt av ljus"
3. "Det finns inga givna svar"
4. "Jag tar en annan väg"
5. "Lever mina drömmar"
6. "Mina minnen"
7. "Du är allt"
8. "Aldrig"
9. "Min kärlek"
10. "Att älska dig"
11. "Eviga längtan"
12. "Längtan är allt jag har"
13. "När kärleken föds" ("It Must Have Been Love")
14. "Tålamod"
15. "Mr. Memory"
16. "Jag fick låna en ängel"
17. "I dina ögon"
18. "Ingenting finns kvar"
19. "Som en saga"
20. "Miracle" ("Att älska dig")
21. "My Love Light" ("Min kärlek")

## Listplaceringar
| Lista (2009) | Topplacering |
| ------------ | ------------ |
| Sverige      | 11           |

### Fotnoter
1. ↑  Listplacering